# Dagâța
Dagâța ([daˈgɨtsa] veraltet Dagîța) ist eine Gemeinde im Kreis Iași, in der Region Moldau in Rumänien.

## Geographische Lage

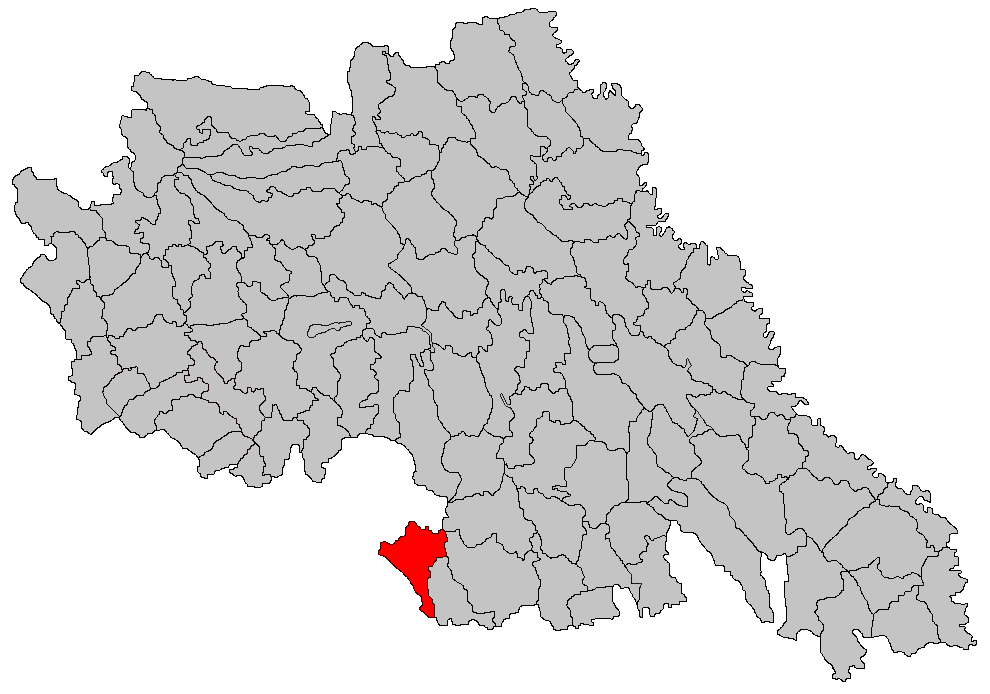
Lage der Gemeinde Dagâța im Kreis Iași

Im Nordosten Rumäniens befindet sich die Gemeinde Dagâța, mit neun Dörfern, in der Moldau-Hochebene (Podișul Moldovei) im Südwesten des Kreises Iași. Am gleichnamigen Bach liegt der Ort Dagâța an der Bahnstrecke Roman–Buhăiești und der Kreisstraße (drum județean) DJ 246 etwa 30 Kilometer östlich der Stadt Roman im Kreis Neamț; die Kreishauptstadt Iași befindet sich ca. 85 Kilometer nordöstlich von Dagâța entfernt. Im Bahnhof Dagâțas halten etwa zwölf Regionalzüge pro Tag.
| Gădinți  | Stănița                                     | Mădârjac |
| Roman    | Kompassrose, die auf Nachbargemeinden zeigt | Tansa    |
| Poienari | Băcești                                     | Dumești  |

## Geschichte
Eine nachweisbare erste urkundliche Erwähnung des Ortes ist nicht bekannt. Auf dem Areal des Ortes Dagâța etwa 300 Meter südöstlich des Dorfes wurden bei La Saivane – von den Einheimischen so genannt – Funde einer Siedlung aus der Latènezeit, bei Dealul Țintirim II Funde von Siedlungen, die ins Mittelalter deuten, gemacht.

## Demografie
Bei der Volkszählung im Jahre 2002 lebten in der Gemeinde Dagâța 4809 Einwohner. 4317 waren Rumänen und 492 waren Roma. 98,9 % der Einwohner waren Rumänisch-Orthodox. Bei der Erhebung von 2011 wurden in 1670 Haushalten 4599 Menschen registriert.
Die Hauptbeschäftigung der Bevölkerung sind Landwirtschaft und Viehzucht.

## Sehenswürdigkeiten
- Das Kloster Pogorârea Sfântului Duh, 1993 erneut errichtet[6]
- Das Landhaus von V. Tăutu, Anfang des 19. Jahrhunderts errichtet, steht unter Denkmalschutz.[4]

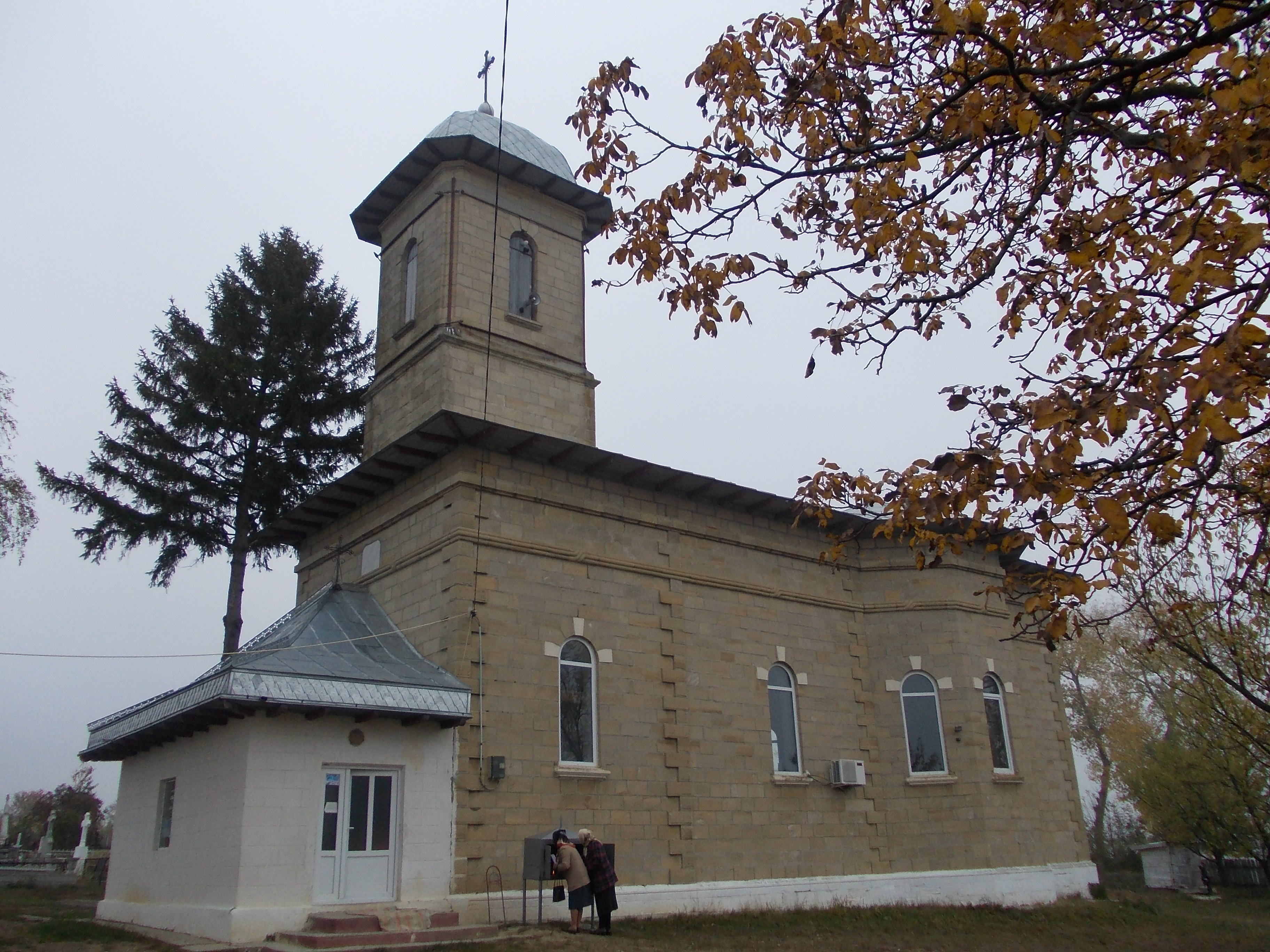
Kirche in Dagâța
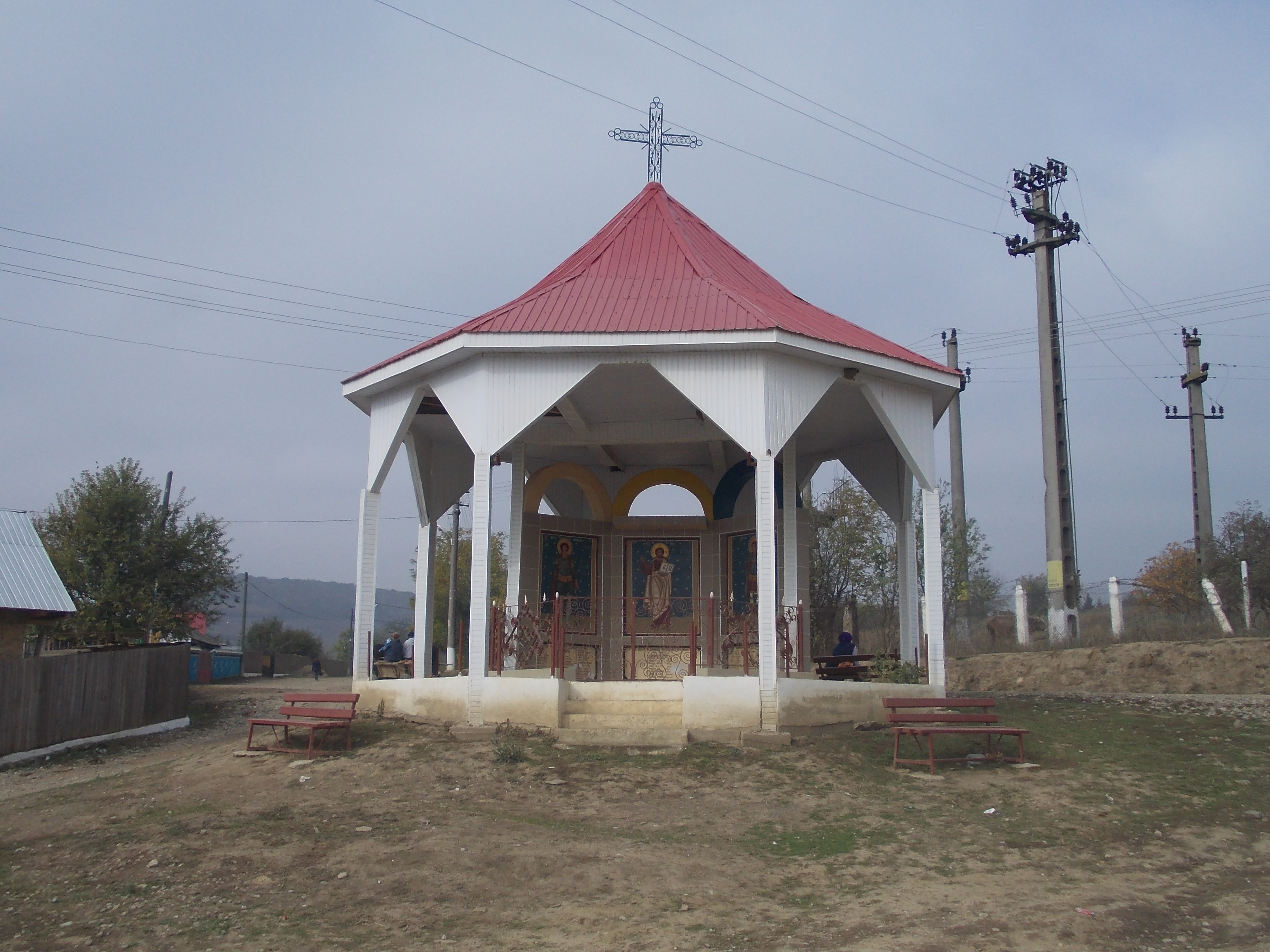
Wegkreuz
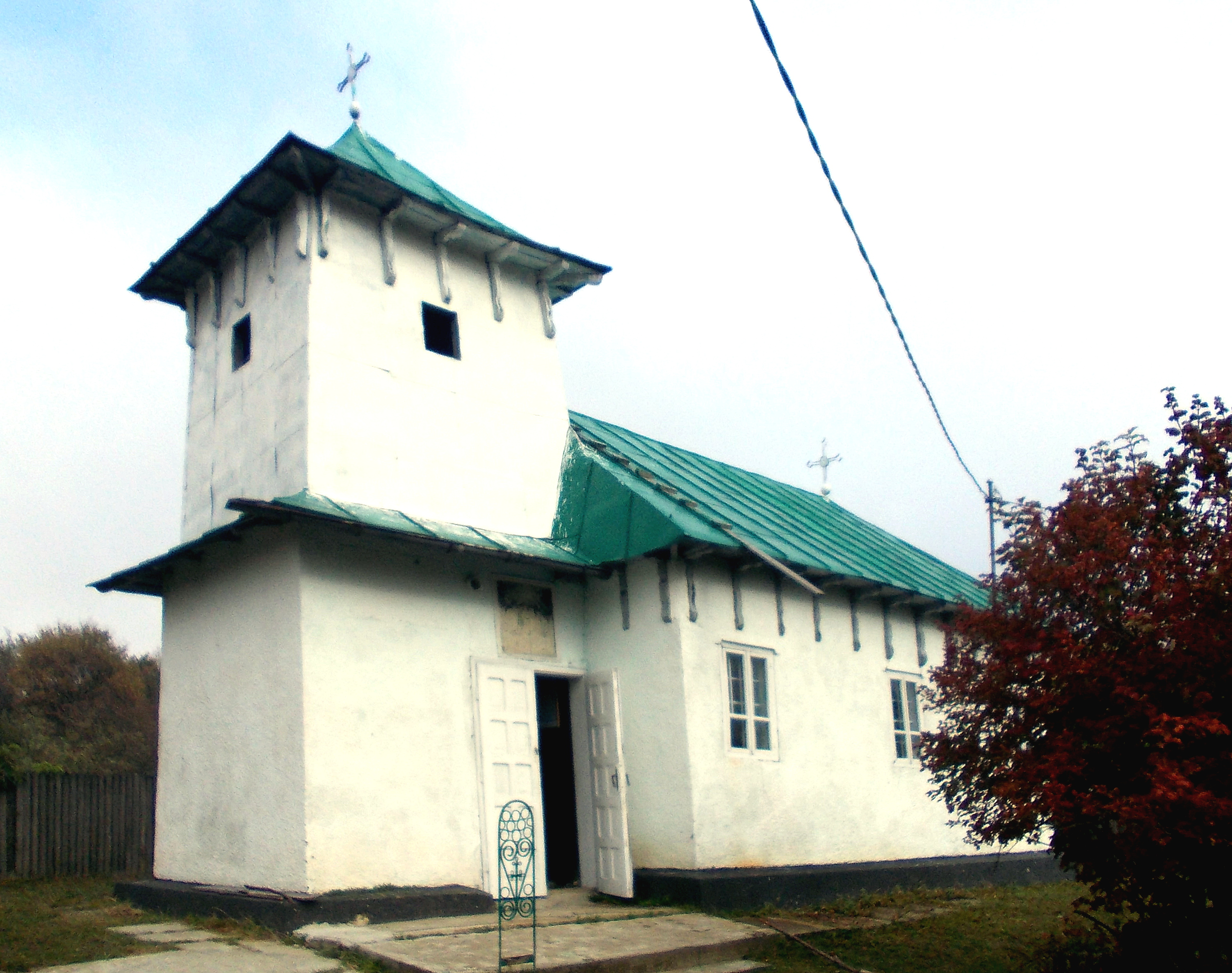
Kloster
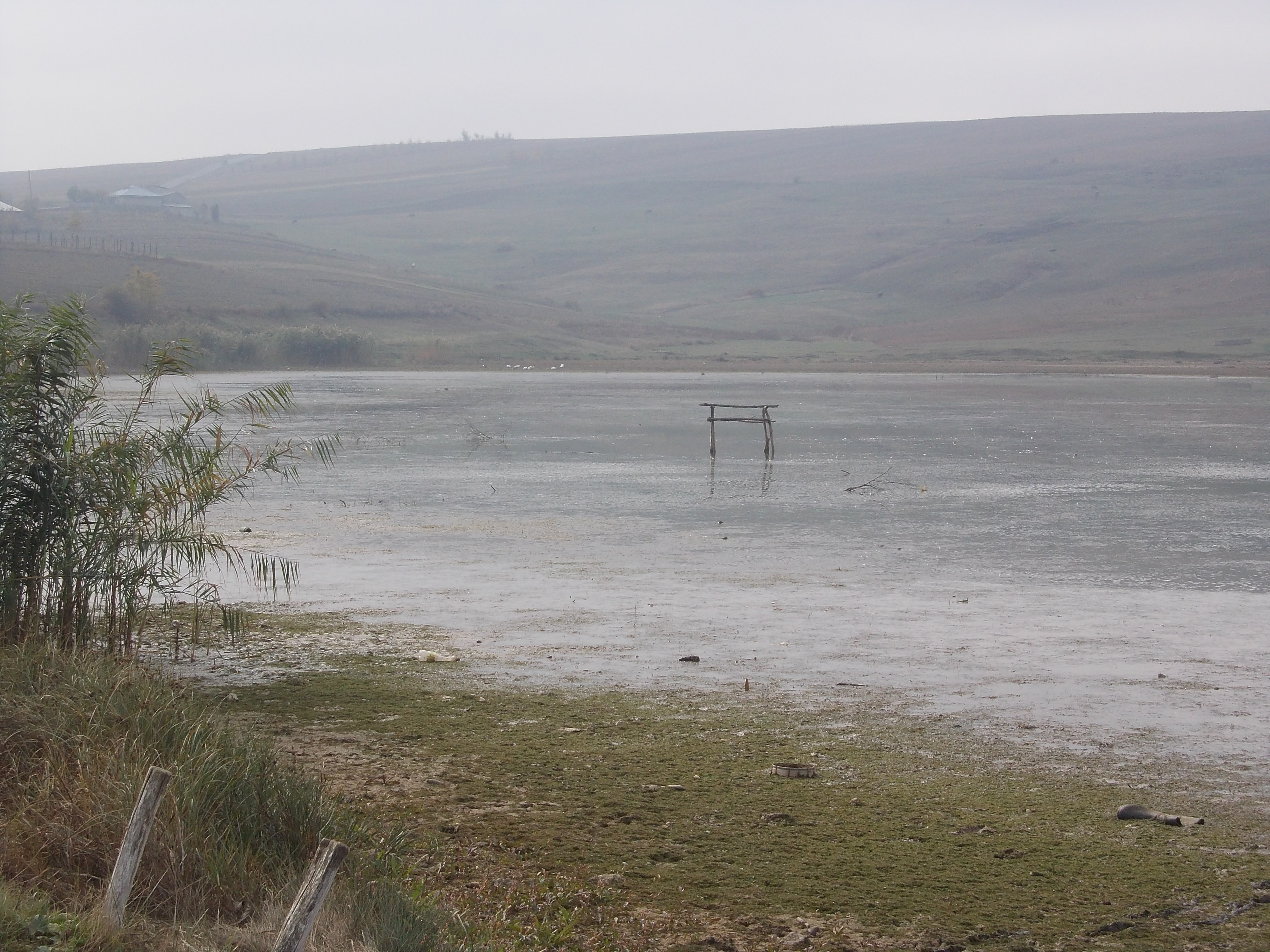
Weiher
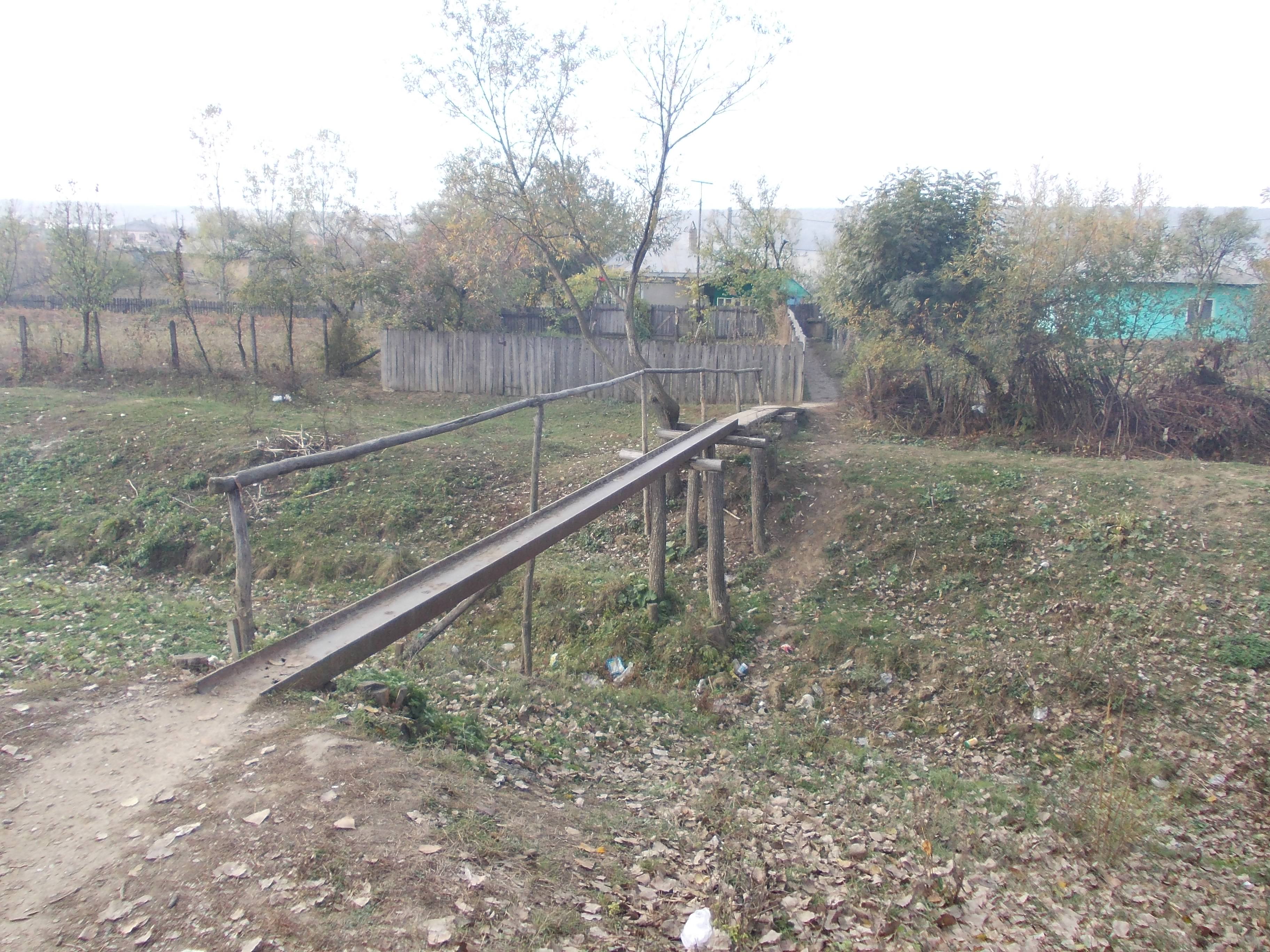
Steg